# 19306 Voves
19306 Voves è un asteroide della fascia principale. Scoperto nel 1996, presenta un'orbita caratterizzata da un semiasse maggiore pari a 2,3555914 UA e da un'eccentricità di 0,1659360, inclinata di 1,46036° rispetto all'eclittica.